# Ackermannovo sdružení

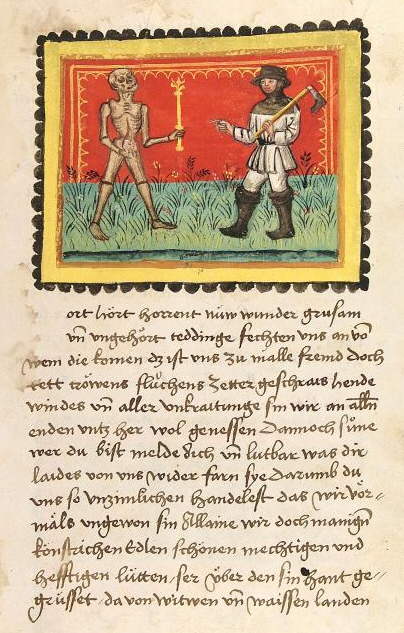
Heidelberský rukopis Oráč z Čech, obrázek Oráč a Smrt z 2. kapitoly. Stuttgart, kolem roku 1470

Ackermann-Gemeinde (Oráčova obec, Oráčovo společenství, Ackermannovo sdružení) je občanské sdružení při německé katolické církvi, které se věnuje usmíření mezi Němci, Čechy, Slezany a Slováky. Své sídlo má v Mnichově.

## Dějiny

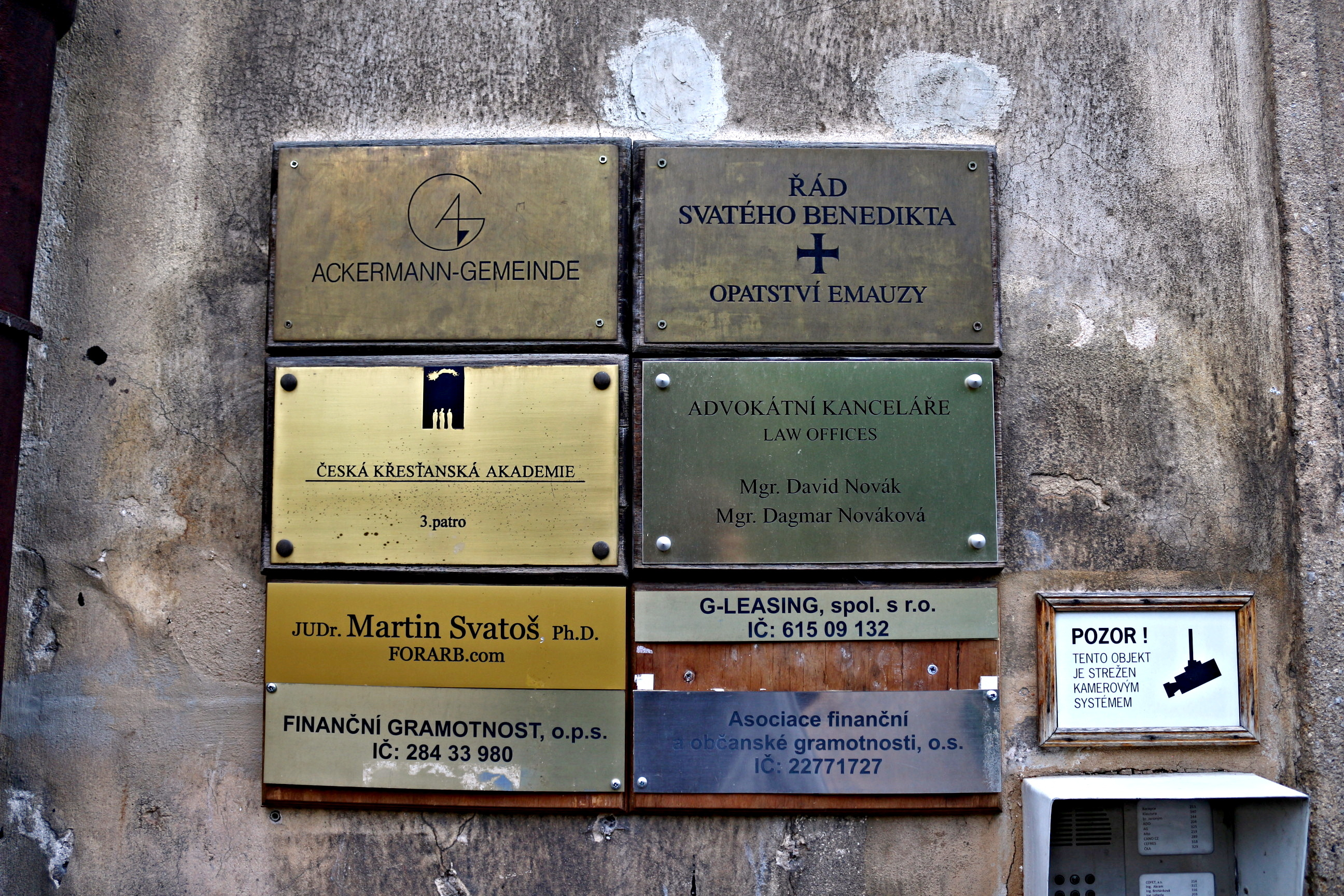
Informační cedule Ackermannova sdružení na budově Emauzského opatství

Ackermannovo sdružení vzniklo v lednu 1946 na setkání bývalých členů sudetoněmeckých katolických spolků a jiných katolických vysídlených Němců z Československa. Mezi zakládající osobnosti patřili politik Hans Schütz (předseda 1946–1970) a augustiniánský řeholník Paulus Sladek (duchovní poradce sdružení v letech 1946–1980). Po Hansi Schützovi nastoupil Josef Stingl, který byl předsedou až do roku 1991. Název sdružení je odvozen záměrně od středověké básně z roku 1400 Oráč z Čech (německy Ackermann aus Böhmen) básníka Jana ze Žatce.
Od roku 1991 má svaz pobočku také v Praze, s názvem Sdružení Ackermann-Gemeinde. Spolek sídlí v opatství Emauzského kláštera. Předsedou tohoto sdružení v Česku je od roku 2010 Martin Kastler.

## Cíle a aktivity
Sdružení se snaží o zvýšení povědomí u německého obyvatelstva o Čechách, Moravě, Slezsku a Slovensku a o budování přeshraniční spolupráce. Vystupuje na obranu demokracie a ochranu lidských práv bez ohledu na etnický původ. Sdružení vydává literaturu zabývající se německo-českými dějinami a organizuje společná setkání Němců a Čechů. Poskytuje finanční podporu při obnově zničených nebo poškozených kostelů, hřbitovů, památníků a podporuje žijící zástupce německé menšiny v Česku.
Mládežnická organizace Ackermanova sdružení je organizace založená v roce 1950 pod názvem Junge Aktion. V BDKJ je zastoupena organizací Aktion West-Ost. Junge Aktion zahrnuje od roku 2000 také studentskou organizaci Hochschulring Ackermann-Gemeinde založenou v roce 1948, která patřila pod Arbeitsgemeinschaft katholischer Studentenverbände (AGV, Asociace katolických studentských sdružení) a Vereinigung Heimatvertriebener Deutscher Studenten (VHDS, Svaz německých vyhnaných studentů).
Členové sdružení se ve větším rámci setkávají každé tři roky. V roce 2009 to bylo poprvé v České republice, konkrétně v Plzni. Obec také pořádá setkání jako XXII. Brněnské symposium v roce 2013 – „Dialog ve středu Evropy“ k tématu „Co Evropa (a my) má (máme) ještě společného?“, pořádané je spolupráci se Společností Bernarda Bolzana a městem Brno.

## Partnerství
Ackermann-Gemeinde se při své práci opírá o partnerství s českými a slovenskými organizacemi. Mezi ně patří:
- Česká křesťanská akademie v Praze
- Sdružení Ackermann-Gemeinde v Praze
- Společnost Bernarda Bolzana v Praze
- Mládež pro interkulturní porozumění v Brně
- Hnutí proti xenofobii v Praze
- Slovenský spolek mladých „Hej“
- Do Německa na zkušenou

## Různé
Ackermannovo sdružení vydalo v roce 1973 u příležitosti 1000 let diecéze v Praze známou knihu středověkého autora Jana ze Žatce (asi 1360 – asi 1414) v edici Insel-Bücherei (Leipzig, Insel-Verlag, 1916)
- Der Ackermann und der Tod: rozhovory na útěchu před smrtí

## Struktura sdružení
Ackermannovo sdružení je rozděleno v zásadě podle diecézí, přitom na severozápadě, severovýchodě a na jihu východního Německa je několik diecézí pospojováno.
- Augsburk
- Bamberk
- Berlín
- Eichstätt
- Freiburk
- Fulda
- Limburk
- Mohuč
- Mnichov
- Severozápad (diecéze Cáchy, Essen, Hildesheim, Kolín nad Rýnem, Münster, Osnabrück, Paderborn, Špýr a Trevír)
- Severovýchod (diecéze Berlín, Hamburk, Magdeburk)
- Pasov
- Praha
- Řezno
- Stuttgart
- Jihovýchod (diecéze Drážďany – Míšeň, Erfurt a Zhořelec)
- Würzburg